# Жуан (герцог Валенсійський)
Жуа́н (порт. João; бл. 1349 — бл. 1396) — португальський інфант, герцог Валенсійський (1386—1396). Один із претендентів на португальський престол під час міжкоролів'я (1383—1385). Представник португальського Бургундського дому. Народився у Коїмбрі, Португалія. Позашлюбний син португальського короля Педру I від коханки Інес де Кастро. Визнаний легітимним сином після інтронізації батька (1375). Виховувався разом із звідним братом Фернанду I, майбутнім королем (з 1367). У молодості прославився як вправний лицар і мисливець; водночас був надто самолюбною і гарячкуватою людиною. Таємно взяв шлюб із Марією Телеш (1376), сестрою Леонори Теліш; згодом власноруч зарізав дружину, піддавшись інспірованим чуткам (1378). Втік до Кастилії, де одружився вдруге на Констансі, позашлюбній доньці кастильського короля Енріке II. Взяв участь у фернандових війнах на боці кастильців, безуспішно намагався здобути Елваш (1381—1382). Після смерті брата Фернанду став одним із претендентів на португальський трон разом зі своєю небогою Беатрисою, братом Дінішем і звідним братом Жуаном Авіським (1383). Новий кастильський король Хуан І, чоловік Беатриси, арештував його як найнебезпечнішого опонента. Втратив шанси на престол після обрання португальським королем Жуана Авіського (1385). Внаслідок поразки кастильців при Алжубарроті звільнився з в'язниці (1386). Отримав сеньйорію Альба-де-Тормес і герцогство у Валенсії-Леонській (1386). Брав участь у португальсько-кастильській війні на боці Хуана І (до 1390). Мав двох доньок від другого шлюбу. Помер у Саламанці, Кастилія. Похований у Саламанському монастирі святого Стефана.

## Імена
- Жуан Валенсійський  (порт. João de Valência) — за назвою герцогського титулу.
- Жуан де Каштру (порт. João de Castro) — за прізвищем матері[3]
- Жуан Португальський (порт. João de Portugal) — у португальських джерелах.
- Хуан де Кастро (ісп. Juan de Castro) — за прізвищем матері[3].
- Хуан Португальський (ісп. Juan de Portugal) — в іспанських джерелах.

## Сім'я
- Батько: Педру I (1320—1367), король Португалії (1357—1367)
- Матір: Інес де Кастро (1325—1355), донька кастильського мажордома Педро
- Рідний брат: Дініш (1354—1403), сеньйор Сіфуентеський (1372—1403)
- Звідні брати: 
  - Фернанду I (1345—1383), король Португалії (1367—1383)
  - Жуан I (1357—1433), король Португалії (1385—1433)